# Leo Imhoff
Leo Imhoff (* 28. November 1921 in Essen; † 17. November 2013 ebenda) war deutscher Gastronom, Hotelkaufmann und Verbandsfunktionär. Ab 1971 war er Präsident des Deutschen Hotel- und Gaststättenverbands.

## Leben
Leo Imhoff wurde am 28. November 1921 in Essen als Sohn von Elisabeth Imhoff, geborene Dietz, und Hubert Imhoff geboren. Er machte 1940 sein Abitur und erlernte das Konditoreihandwerk. Er war katholisch und heiratete 1951 Gisela Düttmann. Aus der Ehe gingen die Kinder Hans-Hubert und Eva-Maria Imhoff hervor.
Am 1. Februar 1955 eröffnete Leo Imhoff sein erstes Restaurant, das Parkhaus Hügel. In den folgenden Jahren und Jahrzehnten expandierte der von Leo Imhoff geleitete Betrieb mit Gastronomieangeboten in Essen, Mülheim an der Ruhr und Oberhausen. Hinzu kamen vielfältige Cateringaufträge unter anderem für den EU-Gipfel des Europäischen Rates im Jahr 1994 in Essen.
Im Jahr 1971 wurde Leo Imhoff Präsident des Deutschen Hotel- und Gaststättenverbandes (DEHOGA) und behielt dieses Amt bis 1992. Nach seinem Rücktritt wählten ihn die Delegierten zum Ehrenpräsidenten des Verbandes. Daneben gehörte Imhoff fast zwanzig Jahre dem Aufsichtsrat der Haftpflichtversicherung des Deutschen Hotel- und Gaststättengewerbes (der späteren Haftpflichtkasse Darmstadt) an, davon mehrere Jahre als Aufsichtsratsvorsitzender. Aus diesem Amt schied er im Jahr 2001 aus. Zudem war er Vorsitzender der Brillat Savarin-Stiftung.
Für sein gesellschaftliches Engagement wurden Leo Imhoff das Bundesverdienstkreuz 1. Klasse und das Große Bundesverdienstkreuz verliehen.

## Auszeichnungen
- 1982: Bundesverdienstkreuz 1. Klasse
- 1987: Großes Bundesverdienstkreuz[8]
- 1992: Ehrenpräsident des DEHOGA[9]